# Prolog (Livno, BiH)
Prolog je naseljeno mjesto u gradu Livnu, Federacija Bosne i Hercegovine, BiH.

## Zemljopisni položaj i povijest
Prolog je mjesto u jugozapadnom dijelu gornjeg Livanjskog polja, smješteno podno planinskog prijevoja Vagnja (Dinara). Arheološki ostatci prapovijesne gradine (suhozid i keramika) na lokalitetu Prolog -Jabuka svjedoče o postojanju kontinuiranog života u razdoblju kasnog brončanog i željeznog doba.
Također, ostatci srednjovjekovne tvrđave svjedoče o postojanju obrambenog sustava oslonjenog na Hrvatsko kraljevstvo. Tijekom osmanskih provala na područje zapadnog Balkana, čitavo Livanjsko polje, pa tako i Prolog, došlo je pod osmansku vlast između 1470. i 1480. godine. Iz razdoblja osmanske vladavine ostalo je malo tragova o postojanju naselja, no podatci o turskoj posadi u negdašnjoj srednjovjekovnoj utvrdi svjedoče o njegovom opstanku i u ovim vremenima. Početkom 18. stoljeća, nakon mira u Požarevcu (1718.), osmanska utvrda u Prologu gubi na vojnoj važnosti, što omogućuje brojnije naseljavanje i rast naselja u njenom podnožju.

## Stanovništvo

### Popisi 1971. – 1991.
| Prolog             |                |                |                |
| godina popisa      | 1991.          | 1981.          | 1971.          |
| Hrvati             | 1.155 (97,88%) | 1.161 (99,06%) | 1.356 (98,90%) |
| Muslimani          | 0              | 0              | 0              |
| Srbi               | 0              | 1 (0,08%)      | 4 (0,29%)      |
| Jugoslaveni        | 0              | 0              | 6 (0,43%)      |
| ostali i nepoznato | 25 (2,11%)     | 10 (0,85%)     | 5 (0,36%)      |
| ukupno             | 1.180          | 1.172          | 1.371          |

### Popis 2013.
| Prolog             |              |
| godina popisa      | 2013.        |
| Hrvati             | 856 (99,42%) |
| Srbi               | 3 (0,35%)    |
| Bošnjaci           | 0            |
| ostali i nepoznato | 2 (0,23%)    |
| ukupno             | 861          |

Porezni popisi iz 1768. godine svjedoče da je Prolog imao 316 katolika, dok se taj broj 1813. godine smanjio na 213, iako je početak 19. stoljeća uglavnom bio obilježen doseljavanjem stanovništva u Livanjsko polje. Sedamdesetih godina dvadesetog stoljeća započeo je proces iseljavanja stanovništva iz Prologa, najvećim dijelom u Hrvatsku, u mjesta Kaštela, Solin, Dugo Selo i Sesvete. Iseljavanje se bitno smanjilo krajem osamdesetih godina dvadesetog stoljeća. 